# Quality Street Music
Quality Street Music è il quarto album in studio del DJ statunitense DJ Drama, pubblicato nel 2012.

## Tracce
1. Goin' Down (featuring Fabolous, T-Pain & Yo Gotti) – 4:19
2. Never Die (featuring Jadakiss, CeeLo Green, Nipsey Hussle & Jeezy) – 4:40
3. My Moment (featuring 2 Chainz, Meek Mill & Jeremih) – 3:20
4. We in This Bitch (featuring Jeezy, T.I., Ludacris & Future) – 4:04
5. So Many Girls (featuring Tyga, Wale & Roscoe Dash) – 3:31
6. Clouds (featuring Rick Ross, Miguel, Pusha T & Currensy) – 4:07
7. Chocolate Droppa (Skit) (featuring Kevin Hart) – 1:19
8. I'ma Hata (featuring Waka Flocka Flame, Tyler, the Creator & D-Bo) – 4:21
9. Real Niggas in the Building (featuring Travis Porter & Kirko Bangz) – 4:32
10. My Way (featuring Common, Lloyd & Kendrick Lamar) – 3:40
11. Pledge of Allegiance (featuring Wiz Khalifa, Planet VI &  B.o.B) – 4:32
12. Same Ol' Story (featuring Kid Ink, Schoolboy Q, Cory Gunz & Childish Gambino) – 4:25
13. We in This Bitch 1.5 (featuring Drake & Future) – 3:23
14. My Audemars (featuring Meek Mill, Birdman & Gucci Mane) – 4:47
15. Monique's Room (featuring Fred the Godson) – 4:07